# Hummel (semovente)
Lo Hummel, il cui numero d'inventario era Sd.Kfz. 165, è stato un semovente d'artiglieria pesante tedesco armato con un obice sFH 18 da 150 mm e utilizzato durante la seconda guerra mondiale. Ricavato su uno scafo ibrido, era stato pensato come un mezzo provvisorio per fornire maggior mobilità all'artiglieria trainata; tuttavia fu prodotto dal 1942 al giugno 1944 in varie centinaia d'esemplari, compresa una versione specializzata per il trasporto di munizioni. Lo Hummel continuò a essere adoperato con successo fino alla conclusione della guerra.

## Storia

### Sviluppo
La guerra in corso aveva evidenziato la necessità di rendere il più mobile possibile l'artiglieria divisionale ed evitare così che venisse lasciata indietro dalle veloci punte motocorazzate dello Heer, una lacuna riscontrata soprattutto nei vasti territori dell'Unione Sovietica, invasa nella seconda metà del giugno 1941. Verso la fine dell'anno l'Heereswaffenamt propose di montare un obice le FH 18 da 105 mm sullo scafo modificato di un Panzer III o di un Panzer IV; i progetti furono rapidamente conclusi e all'inizio del 1942 era stato costruito un prototipo basato sul Panzer III, con un freno di bocca a equipaggiare l'obice. Questa impostazione venne rifiutata in favore del modello sul telaio del Panzer IV, ma presto fu calcolato che era possibile installare un pezzo da 150 mm: il 25 luglio 1942 fu ufficialmente adottato un obice sFH 18 di quel calibro con freno di bocca.
L'incarico di fabbricare il mezzo di prova andò al gruppo industriale Alkett/Rheinmetall, che si dedicò alla creazione di uno scafo ibrido utilizzando componenti dei due carri medi: il Panzer IV Ausf. F fornì il progetto basilare, il treno di rotolamento, il motore e il sistema di raffreddamento; del Panzer III Ausf. J vennero invece ripresi gli organi di guida, di trasmissione e anche i cingoli. Il nuovo telaio fu denominato Geschützwagen III/IV ma, all'inizio, era visto più come una soluzione d'emergenza da adoperare in attesa di macchine migliori. Un esemplare in acciaio dolce completato dalla Alkett fu presentato a Adolf Hitler nell'ottobre 1942: dopo averlo visionato, il Führer ordinò che cento unità venissero prodotte entro il 12 maggio 1943, di modo che potessero partecipare all'offensiva su Kursk. Una fonte riporta che era stato richiesto un ordine di 200 mezzi già alla fine dell'estate 1942, a causa dell'avanzato stadio raggiunto dalla progettazione, e prima ancora che Hitler avesse modo di vedere il semovente. Gli venne dato il nome Hummel, "calabrone" in tedesco, ma il nomignolo non fu accettato da Hitler che il 27 febbraio 1944 lo proibì: a suo giudizio era inadatto ad un blindato da combattimento.
Il 4 novembre 1944 fu proposto di dotare il mezzo di un mortaio lanciarazzi da 380 mm, ma il progetto rimase sulla carta e gli venne preferito lo Sturmtiger con lo stesso armamento.

### Produzione

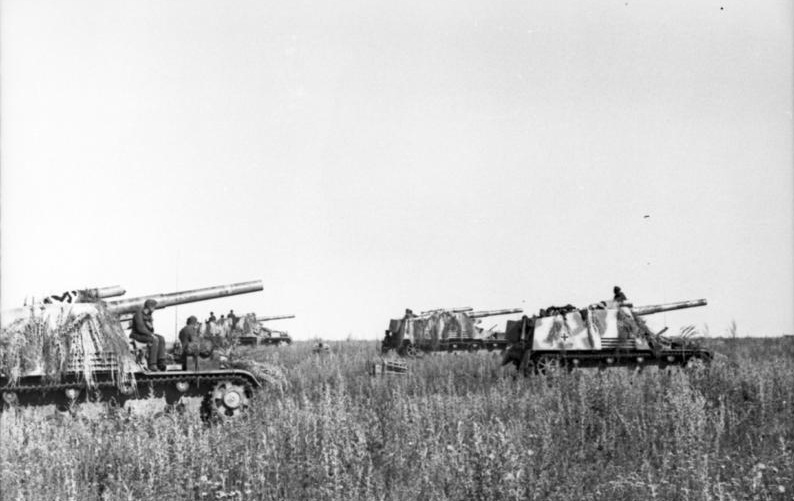
Una batteria di Hummel mimetizzata prende posizione nella zona del saliente di Kursk

I primi veicoli vennero costruiti dalla Alkett insieme alla Deutsche Eisenwerke alla fine del 1942. In seguito la linea di produzione venne spostata completamente nella seconda ditta, che assemblava sugli scafi le corazze fornite dalla Stahlindustrie-Deutsche Röhrenwerke (Ruhr) e dalla Deutsche Edelstahl (Hannover). All'inizio del 1944, nel pieno della fabbricazione, il comparto del pilota venne ampliato per tutta la larghezza dello scafo dando così più spazio a questi e all'operatore radio seduto a destra; venne inoltre modificato lo scarico del motore. La produzione continuò fino al giugno 1944 totalizzando tra i 666 e i 714 esemplari, oltre a 157 veicoli preposti al trasporto di munizioni. Un'altra fonte afferma che furono costruiti tra i 666 e i 724 mezzi e 150 portamunizioni; le stesse cifre sono fornite da una terza fonte che però indica nel 1945 la fine della produzione. C'è inoltre l'ipotesi che possano essere stati completati dai 724 ai 930 Hummel armati. Altri dati parlano di 666 unità prodotte fino al termine del 1944, ma senza specificare se vi sono compresi anche 150 mezzi da rifornimento.

### Impiego operativo
I primi otto Hummel entrarono in servizio nel marzo 1943, seguiti da ulteriori quarantasei entro la fine di aprile. Sia le Panzer-Division dell'esercito regolare che quelle formate dalle Waffen-SS li ebbero in carico: erano distribuiti alle batterie pesanti semoventi in ragione di sei esemplari ciascuna più un veicolo portamunizioni. Come accadde alla stragrande maggioranza dei veicoli tedeschi di nuova generazione, il battesimo del fuoco del semovente si verificò a Kursk nel luglio 1943, dove combatterono cento unità dando buoni risultati. Nato come soluzione improvvisata, l'Hummel divenne un'arma stabile e apprezzata dell'inventario bellico tedesco, operando su tutti i fronti tenuti dalla Wehrmacht, ma non ve ne fu mai un numero sufficiente per rifornire tutte le unità in prima linea.
La Germania non fu l'unica utilizzatrice del semovente: infatti l'Armata Rossa catturò alcuni Hummel che reimpiegò contro gli originali proprietari in Ungheria nel 1945. Dopo la fine della guerra sembra che qualche mezzo sia stato acquistato dalla Siria ma non esistono prove certe.

## Caratteristiche
Lo scafo originale era stato leggermente allungato a 5,80 metri al fine d'installare agevolmente un grosso compartimento a cielo aperto nella parte posteriore; il motore fu spostato al centro. Le otto doppie ruote portanti gommate erano unite due a due mediante quattro carrelli, ognuno dotato di una sospensione a mezza balestra; come per il Panzer IV, la doppia ruota motrice a doppia corona con diciannove denti era anteriore, quella di rinvio addetta al controllo dei cingoli si trovava in fondo al treno di rotolamento e nella parte superiore erano fissati quattro doppi rulli. I cingoli adottati dal Panzer III, del tipo "dry pin", erano composti da 103 maglie con doppia guida a dente centrale e misuravano 400 mm di larghezza. In seguito i cingoli furono rimpiazzati con il modello Ostketten, più adatto alla trazione sui terreni del fronte orientale.
Nel vano posteriore dello scafo si trovava un motore a quattro tempi Maybach HL 120 TRM a 12 cilindri a V, erogante 300 hp a 3.000 giri al minuto: si poteva avviare a manovella oppure per mezzo del sistema elettrico (24 volt) coadiuvato dall'ignizione a magnete. La potenza raggiungeva la ruota motrice grazie alla trasmissione ZF SSG 76 Aphon sincronizzata a un cambio che contava sei marce avanti più una retromarcia. Il serbatoio aveva una capienza massima di 470 litri di benzina: il consumo medio di carburante su strada era di 4 litri ogni 1,3 chilometri (220 litri per 100 chilometri), su terra 4 litri ogni 804 metri (360 litri per 100 chilometri). Nonostante il peso superiore alle 24 tonnellate la pressione al suolo di 0,76 kg/cm2 non era eccessiva e l'Hummel raggiungeva una velocità di 40 km/h su strada, dimezzata se marciava fuoristrada. Registrava prestazioni oggettivamente buone: guadava fino a 1 metro d'acqua, era capace di sormontare ostacoli alti 60 centimetri e superava trincee larghe 2,30 metri. La luce libera (distanza tra suolo e fondo dello scafo) era di 40 cm circa e il raggio di volta arrivava a 5,92 metri.

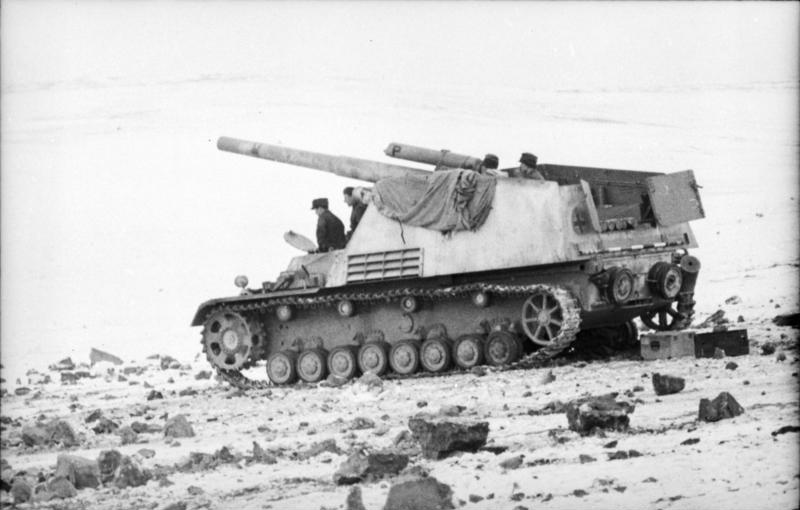
Un Hummel nella steppa russa: si notano il telone usato come riparo, il portello a doppia anta nel retro della casamatta e le griglie per il motore

In quanto semovente d'artiglieria l'Hummel era predisposto per operare dalla seconda linea, fuori dalla portata di truppe o carri armati avversari: perciò le protezioni erano piuttosto esigue e l'alto profilo di circa 3 metri, derivato dal compartimento dell'obice, non venne considerato un problema. La corazzatura dello scafo era spessa 30 mm sul frontale e inclinata di 20° rispetto ad una linea verticale, 20 mm sui fianchi verticali, 20 mm sul retro (20°) e 15 mm sul tetto; la sovrastruttura sede dell'obice, aperta sul cielo e di forma quadrangolare, era fornita di corazzature spesse 10 mm su tutti i lati inclinata a 37° sul frontale, a 16° sui fianchi, a 10° sul retro. Lo scudo dell'obice, infine, aveva gli stessi valori della casamatta anteriore.
In tale sovrastruttura era contenuto un obice sFH 18/1 da 150 mm lungo 28 calibri (L/28) e con una gittata massima di 13.325 metri. La canna non aveva freno di bocca perché durante i collaudi non era stato constatato nessun miglioramento tangibile; la canna lunga oltre 4 metri sporgeva oltre il bordo anteriore dello scafo per 1,37 metri. Il pezzo era dotato di un otturatore a scorrimento orizzontale e lo sparo avveniva per percussione: utilizzava granate ad alto esplosivo pesanti 43,50 chili che raggiungevano una velocità iniziale di 520 m/s; a bordo vi era spazio sufficiente per solo diciotto proietti. L'alzo manuale copriva da -3° a +42°, il brandeggio manuale era limitato a un ristretto arco di 15°; il puntamento avveniva attraverso un mirino ottico Rblf. 36.
L'equipaggio era composto da 5 o 6 elementi: il pilota sedeva a sinistra nello scafo in un compartimento personale, mentre a destra si trovava l'operatore radio. Il pilota guidava usando due leve direzionali e impiegando di concerto la frizione e i freni a disco meccanici (sistema Krupp/Wilson), in modo da imprimere una sterzata a destra o a sinistra. La radio di bordo era una FuG Spr f equipaggiata con un'antenna da 2 metri che garantiva le comunicazioni entro i 3 chilometri a veicolo fermo. La progettazione dello scafo non aveva previsto nessuna arma per la difesa sulle brevi distanze, tuttavia l'equipaggio era solito caricare una MG 34 o 42 da 7,92 mm con 600 cartucce per ogni eventualità. Veniva altresì trasportato un telo da tenda per coprire la casamatta in caso di condizioni meteorologiche avverse (pioggia, neve e simili).

## Varianti

### Munitionsträger
Subito dopo la consegna delle prime unità, personale e progettisti s'avvidero che l'Hummel aveva un carico di granate insufficiente a sostenere un prolungato fuoco d'artiglieria. Nella prima metà del 1943 venne concepito un carro portamunizioni: molto semplicemente dall'Hummel venne rimosso l'obice, la feritoia fu chiusa con una piastra da 10 mm e furono aggiunte delle rastrelliere nella sovrastruttura. In questo modo il mezzo poteva caricare quaranta granate. In caso di necessità, comunque, era possibile montare nuovamente l'arma. Furono completati 150 esemplari di Munitionsträger, ovvero "portamunizioni" in lingua tedesca.

## Esemplari attualmente esistenti
Ad oggi sono conservati cinque esemplari, dei quali tre in Europa e i restanti due negli Stati Uniti. Il Musée des Blindes a Saumur possiede un modello con comparto pilota-operatore radio; in Germania il Panzermuseum a Munster e il BWB Wehrtechnische Studiensammlung a Coblenza ne esibiscono uno ciascuno: il primo, catturato dalle truppe statunitensi, fu ridato alla Germania Ovest nel 1976 e venne restaurato nel 1982 dalla Panzer Werkstatt 2; è un esemplare della prima serie perfettamente funzionante. L'altro Hummel, acquistato da Saumur, versa invece in condizioni pessime mancando di buona parte del treno di rotolamento.
Il museo a cielo aperto del terreno di prova ad Aberdeen, nello stato del Maryland, ha esposto un Hummel catturato poco dopo gli sbarchi in Francia: presenta il comparto allungato e protezioni alle griglie del motore. Il quinto Hummel manca di simili corazze aggiuntive ma presenta danni da proiettile alla volata; si trova al National Armor e Cavalry Museum di Fort Benning. Fu impiegato contro la 3ª armata statunitense che se ne impadronì durante la campagna alleata in Europa occidentale.